# Burgeo–La Poile
Circonscription électorale provinciale du Canada
Burgeo–La Poile est une circonscription électorale provinciale de la Chambre d'assemblée de la province canadienne de Terre-Neuve-et-Labrador.

## Liste des députés
| Burgeo–La Poile |                     |         |                |             |
| Député          | Député              | Parti   | Mandat         | Législature |
|                 | Bill Ramsay (en)    | Libéral | 1996 - 1999    | 43e         |
|                 | Kelvin Parsons (en) | Libéral | 1999 - 2003    | 44e         |
|                 | Kelvin Parsons (en) | Libéral | 2003 - 2007    | 45e         |
|                 | Kelvin Parsons (en) | Libéral | 2007 - 2011    | 46e         |
|                 | Andrew Parsons (en) | Libéral | 2011 - 2015    | 47e         |
|                 | Andrew Parsons (en) | Libéral | 2015 - 2019    | 48e         |
|                 | Andrew Parsons (en) | Libéral | 2019 - 2021    | 49e         |
|                 | Andrew Parsons (en) | Libéral | 2021 - présent | 50e         |